# Ajalon

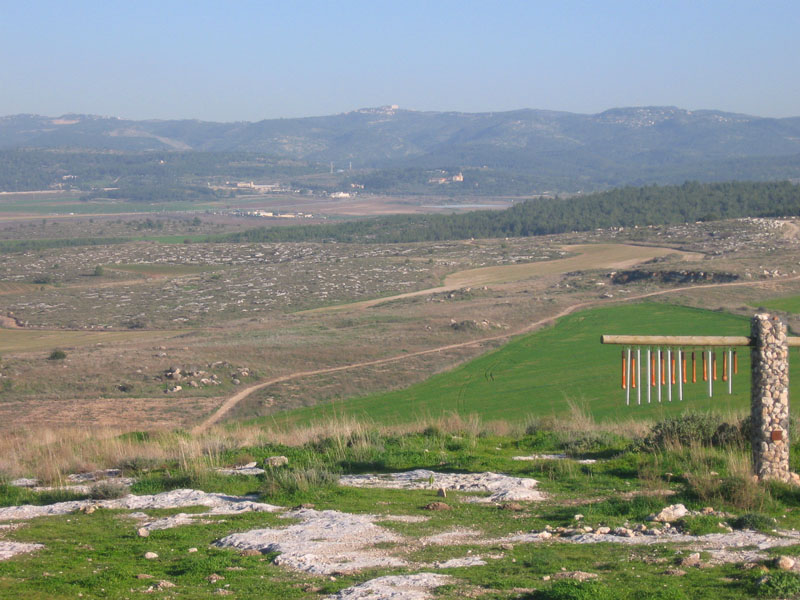
Ajalons dal sedd från Gezer

Ajalon är en dalgång och en historisk stad i Palestina i närheten av Bet Shemesh nordväst om Jerusalem.
Dalgången Ajalon utgjorde i gammaltestamentlig tid gräns mellan Juda rike och Israel och omnämns på många ställen i Bibeln (bland annat Josua 10:12-13).
Staden Ajalon beboddes enligt Bibeln av Dans stam. Den skall ha förstörts av invaderande folkslag, eventuellt amoriter, under Josuas tid. Denna händelse finns även omnämnd i ett av de så kallade Amarnabreven.